# Fiat-SPA AS37
Il Fiat-SPA AS37 è un autocarro prodotto dalla Società Piemontese Automobili (SPA) per il Regio Esercito, specificatamente per l'impiego in ambiente desertico. La sigla AS sta appunto per Autocarro Sahariano.

## Sviluppo ed impiego
Questo veicolo fu sviluppato partendo nel 1938 dal trattore d'artiglieria leggero Fiat-SPA TL37 versione Libia. Il Regio Esercito ricevette i primi esemplari nel 1938 e questi confluirono nelle compagnie sahariane del governatore della Libia Italo Balbo, in ragione di 22 mezzi per compagnia. Allo scoppio delle ostilità, equipaggiavano le Compagnie auto-avio sahariane che parteciparono a tutti i combattimenti, dall'offensiva di Graziani del 1940 alla difesa della Tunisia nel 1943.

## Descrizione
Il mezzo riprendeva le caratteristiche 4 grandi ruote motrici e sterzanti del TL37 Libia, ottime sui terreni soffici come quello desertico; il mezzo era dotato di compressore per la regolazione del gonfiaggio delle ruote stesse. Inoltre montava un filtro aria ad olio, adatto agli ambienti sabbiosi, ed ammortizzatori idraulici sull'assale anteriore, mentre le sospensioni posteriori erano irrobustite. L'aumento di capacità dei serbatoi carburante e l'aggiunta di serbatoi d'acqua potabile aumentavano l'autonomia necessaria per le missioni dietro le linee nemiche. Il mezzo differiva dal TL37 per la carrozzeria, caratterizzata da una cabina di guida rigida chiusa e da un grande cassone posteriore telonato, capace di trasportare 8 uomini completamente equipaggiati su panche ribaltabili o 1530 kg di carico. La ruota di scorta era sistemata tra cabina e cassone, dietro al posto di guida.

## Camionetta Desertica AS37

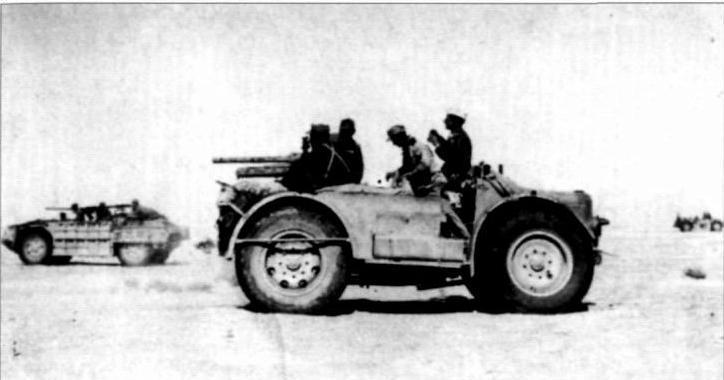
Una Camionetta desertica AS37 armata di 47/32 Mod. 1935; in secondo piano una Fiat-SPA AS42 "Sahariana"

Nel 1941, la necessità di un supporto di fuoco per le Compagnie auto-avio sahariane, spinse le officine libiche del Regio Esercito a trasformare in loco l'autocarro sahariano in un veicolo armato da esplorazione, ribattezzato non ufficialmente Camionetta Desertica AS37.
La pecca della sagoma particolarmente alta, e quindi facilmente individuabile nel pianeggiante ambiente desertico, fu risolta rimuovendo la cabina. Fu eliminato il cassone posteriore di legno e sostituito da una piattaforma, sulla quale venne installata la mitragliera antiaerea Breda 20/65 Mod. 1935 o il cannone controcarro 47/32 Mod. 1935 su supporti brandeggiabili a 360°. Su apposite rastrelliere sulle fiancate e sui parafanghi anteriori trovavano posto taniche di carburante e di acqua, aumentando così l'autonomia del mezzo.

## Camionetta Desertica Mod. 1943

Camionetta Desertica Mod. 43.

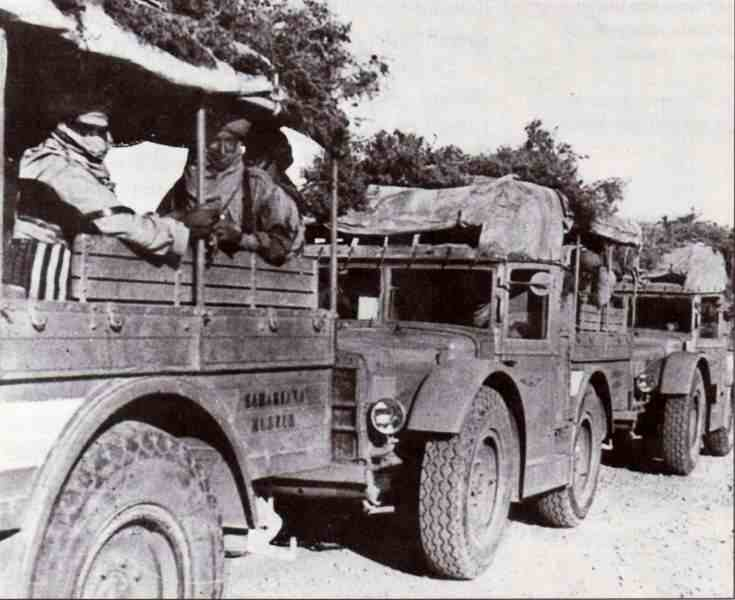
AS37 della Raggruppamento "Maletti" verso Sidi Barrani

Dall'Autocarro Sahariano furono derivati due modelli di camionette desertiche, entrate in servizio però quando la Campagna del Nord Africa si avviava ormai a conclusione con la sconfitta delle forze italo-tedesche. La Camionetta Desertica Mod. 1943 fu realizzata dal Centro Studi della Motorizzazione in pochissimi esemplari e non operò mai in teatro desertico, ma venne utilizzata dal Battaglione d'Assalto Motorizzato del Raggruppamento Centri Militari durante la difesa di Roma. Per velocizzarne la produzione, le modifiche rispetto all'autocarro erano minime: la cabina rigida, il parabrezza e gli sportelli erano completamente eliminati. Davanti al posto passeggero era presente il supporto snodato per una mitragliatrice Breda Mod. 37. Il cassone, privato della telonatura, portava sui fianchi e sul retro gli attrezzi da zappatore e, su apposite rastrelliere, le taniche di benzina, olio ed acqua (in totale 10, delle quali due sui parafanghi anteriori). Sul pianale del cassone era installata una mitragliera da 20/65 Mod. 1935, brandeggiabile su 360°.

## Fiat-SPA AS43
La Camionetta Desertica AS43 fu prodotta in numeri maggiori rispetto alla precedente e dopo l'Armistizio di Cassibile, fu impiegata dalla Guardia Nazionale Repubblicana e dall'Esercito Nazionale Repubblicano della RSI e nella Wehrmacht.